# Frithiof Heurlin
Erland Johan Frithiof Heurlin, född 20 februari 1836 i Stockholm, död 1916, var en svensk redaktör. Han var sonson till Sven Erland Heurlin samt far till Erland, Theodor och Johan Heurlin. Se vidare släktartikel.
Heurlin blev student vid Uppsala universitet 1855 och avlade kameralexamen 1861. Han var medarbetare i "Tiden" 1858–1859, i "Post och Inrikes Tidningar" våren 1859 och riksdagsreferent 1862–1863, redaktör för "Familjevännen" 1864–1865, medarbetare i "Stockholms Dagblad" 1866 och redaktör för dess utrikesavdelning 1878–1895. Han var redaktör för "Medborgaren" 1870–1871 och dess utgivare juli till december 1871, redaktör för landsortskorrespondensen "Kompassen rundt" 1908 och medarbetare i tidskriften "Verkstäderna" från 1909. Han var stiftande ledamot av Publicistklubben 1874 och även verksam som skriftställare. Han använde signaturerna F. H–n, Fingal Fingalson, Polycarpus, Kilian och Observator.